# Relações entre Japão e Namíbia
As relações entre Japão e Namíbia referem-se às relações bilaterais entre o Japão e a Namíbia. O Japão mantém uma embaixada em Windhoek, e a Namíbia mantém uma embaixada em Tóquio.

## História
As relações diplomáticas foram estabelecidas em 21 de março de 1990, exatamente no mesmo dia da Independência da Namíbia. Neste mesmo ano, a Cerimônia de Entronização e o Grande Serviço de Ação de Graças foram realizadas no Palácio Imperial de Tóquio, com o Ministro das Relações Exteriores da Namíbia, Theo-Ben Gurirab, como representante da Namíbia, juntamente com sua esposa.
Em 25 de agosto de 2017, o Gabinete do Japão congelou ativos de duas empresas namibianas que estavam negociando com a Coreia do Norte.

## Relações acadêmicas
A Universidade da Namíbia coopera com duas universidades japonesas: a Universidade de Ciência e Tecnologia Marinha de Tóquio e Universidade Kogakuin.